# Ortafà (högland i Andorra)
Ortafà är ett högland i Andorra.   Det ligger i parroquian Canillo, i den östra delen av landet, 17 km öster om huvudstaden Andorra la Vella.